# Distretto di Dang (India)
Il distretto di Dang è un distretto del Gujarat, in India, di 186 712 abitanti. Il suo capoluogo è Ahwa.